# Clockstoppers
Clockstoppers ist ein amerikanischer Science-Fiction-Actionfilm aus dem Jahr 2002, der von Jonathan Frakes inszeniert und von Gale Anne Hurd und Julia Pistor produziert wurde. Die Hauptrollen sind mit Jesse Bradford, Paula Garcés, French Stewart, Michael Biehn, Robin Thomas und Julia Sweeney besetzt.

## Handlung
Im Auftrag der National Security Agency (NSA) wurde eine Technologie entwickelt, die es möglich macht, die Welt stillstehen zu lassen. Da jedoch das Risiko nicht zu kalkulieren ist, beendet der NSA-Chef Moore das Projekt.
Ein Prototyp in Form einer Armbanduhr, mit welcher sich der Träger in „Hyperzeit“ versetzen kann, gerät zufällig in die Hände des Highschool-Schülers Zak Gibbs. Er ist mehr als verblüfft, als er feststellt, dass für ihn die Zeit auf Knopfdruck „normal“ vergeht, während die Zeit für den Rest der Welt scheinbar fast stillzustehen scheint. Zunächst nutzt er die Uhr für etliche Streiche, muss sich aber schon bald mit Geheimagenten auseinandersetzen, welche die Erfindung zu NSA-Chef Moore zurückbringen sollen. So muss sich Zak immer wieder vor seinen Verfolgern in Sicherheit bringen. Seine Freundin Francesca wird ungewollt in Zaks Aktivitäten hineingezogen und gerät mit ihm zusammen in eine gefährliche Situation nach der anderen.

## Kritiken
Kino.de bezeichnete den Film als „Effektreiche Kiddiekomödie über einen Teenager, der die Zeit manipulieren kann.“ Er sei zwar eine „Kurzweilige Familienunterhaltung, die jedoch kaum in Langzeiterinnerung bleiben wird und das Versprechen, ein Zurück in die Zukunft für das neue Jahrtausend zu sein, nur bedingt einlöst.“
Das Lexikon des internationalen Films beurteilt den Film als „Science-Fiction-Komödie für ein jugendliches Publikum, die sich ohne größere Ambitionen um familienfreundliche Unterhaltung bemüht. Der Reiz liegt erster Linie in den vielen Zeitlöchern, die Gelegenheit zu Turbulenzen bieten.“